# Marché Saint-Pierre (Clermont-Ferrand)
Pour les articles homonymes, voir Marché Saint-Pierre.
 (août 2025).
Si vous disposez d'ouvrages ou d'articles de référence ou si vous connaissez des sites web de qualité traitant du thème abordé ici, merci de compléter l'article en donnant les références utiles à sa vérifiabilité et en les liant à la section « Notes et références ».

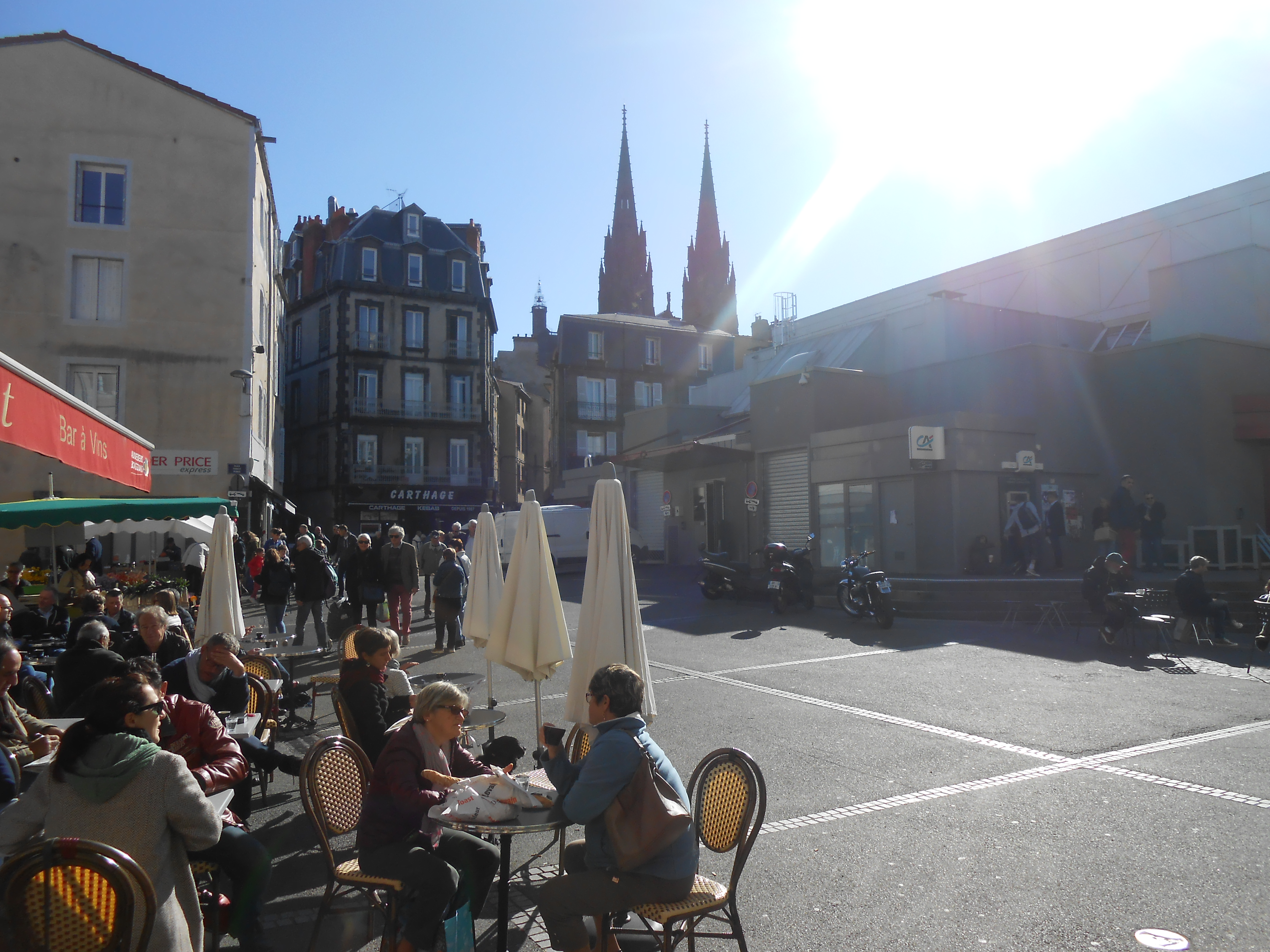
Une des entrées du marché Saint-Pierre sur la place du même nom.

Le Marché Saint-Pierre est un marché couvert de Clermont-Ferrand.

## Situation et accès
Il est situé sur la place Saint-Pierre. Il est un marché couvert de Clermont-Ferrand existant depuis le XIXe siècle. L'édifice a longtemps été au début du siècle dernier une zone importante du commerce auvergnat où se retrouvaient les marchandises venues des quatre coins de l'Auvergne ainsi que des régions voisines.

## Historique

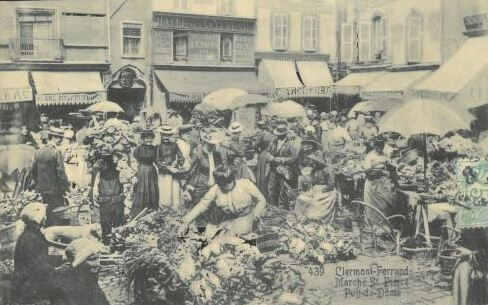
La place, un jour de marché (vers 1910)

Fin XIXe,  Un premier marché couvert de type Baltard est construit en 1873 sur l'emplacement d'un marché en plein air, puis détruit en 1931 et remplacé par un bâtiment en béton et en verre conçu par l'architecte clermontois Aubert. Celui-ci sera à son tour détruit en 1985 pour laisser place en 1987 à un nouveau bâtiment des architectes clermontois André Bosser et Jean-Claude Marquet dont un des intérêts réside dans le parking souterrain qu'il a permis de réaliser. Il est à noter que le projet des architectes devait s'ouvrir largement sur l'extérieur mais la maîtrise d'oeuvre de chantier, la société qui venait de réaliser le "centre Jaude" a copieusement modifié le projet pour en faire un pendant alimentaire au centre commercial susnommé. 
Depuis l'Antiquité, Clermont est une ville marchande où sont présents de nombreux marchés et commerces. Le XIXe siècle voit donc la première phase de construction du marché Saint-Pierre en 1873. De suivantes reconstructions auront lieu en 1931 et 1985. Une rénovation récente a eu lieu en 2014.